# Esaura
Easura er en nyskrevet dansk musical om Fredericia i efterkrigstiden i 1849 med urpremiere på Fredericia Teater 19. september 2013.
Musicalen er skrevet af danske Mads Æbleø og amerikanske John Bucchino.
Historien handler om Abraham Fournais, der ikke kan give slip på sin datter Esaura og lade hende følge sit hjerte, fordi han ikke selv kunne da han var ung.

## Medvirkende
Det originale cast er:
- Anders Gjellerup Koch - Abraham Fournais
- Annelouiise Abegg Gomard - Esaura Fournais
- Christian Lund - Soldaten Christian Jensen
- Nicoline Siff Møller - Alma Jensen
- Søren Bech-Madsen
- Astrid Højgaard - Dorthea
- Johnny Jørgensen - Ensemble
- Thomas Bay - Ensemble
- Regitze Glenthøj - Ensemble
- Trine Nyman - Ensemble
- Mads Æbeløe - Ensemble